# Lobelia georgiana
Lobelia georgiana är en klockväxtart som beskrevs av Mcvaugh. Lobelia georgiana ingår i släktet lobelior, och familjen klockväxter. Inga underarter finns listade i Catalogue of Life.